# Нельсон (округ, Кентукки)
Не́льсон (англ. Nelson County) — округ в штате Кентукки, США. Официально образован в 1785 году. По состоянию на 2010 год, численность населения составляла 43 437 человека.

## География
По данным Бюро переписи США, общая площадь округа равняется 1098,368 км2, из которых 1081,352 км2 суша и 6,560 км2 или 0,340 % это водоёмы.

## Население
По данным переписи населения 2010 года в округе проживает 43 437 жителей в составе 18 075 домашних хозяйств. Плотность населения составляет 39,50 человек на км2. На территории округа насчитывается 18 075 жилых строений, при плотности застройки около 16,40 строений на км2. Расовый состав населения: белые — 93,48 %, афроамериканцы — 90,93 %, коренные американцы (индейцы) — 5,03 %, азиаты — 0,12 %, гавайцы — 0,50 %, представители других рас — 0,02 %, представители двух или более рас — 0,78 %. Испаноязычные составляли 2,04 % населения независимо от расы.
В составе 36,60 % из общего числа домашних хозяйств проживают дети в возрасте до 18 лет, 52,09 % домашних хозяйств представляют собой супружеские пары проживающие вместе, 13,19 % домашних хозяйств представляют собой одиноких женщин] без супруга, 5,35 % домашних хозяйств не имеют отношения к семьям, 24,41 % домашних хозяйств состоят из одного человека, 8,09 % домашних хозяйств состоят из престарелых (65 лет и старше), проживающих в одиночестве. Средний размер домашнего хозяйства составляет 2,55 человека, и средний размер семьи 3,01 человека.
Возрастной состав округа: 25,98 % моложе 18 лет, 7,98 % от 18 до 24, 26,47 % от 25 до 44, 27,84 % от 45 до 64 и 27,84 % от 65 и старше. Средний возраст жителя округа 37.7 лет. На каждые 100 женщин приходится 96,80 мужчин. На каждые 100 женщин старше 18 лет приходится 93,60 мужчин.
Средний доход на домохозяйство в округе составлял 39 010 USD, на семью — 44 600 USD. Среднестатистический заработок мужчины был 32 015 USD против 21 838 USD для женщины. Доход на душу населения составлял 18 120 USD. Около 10,00 % семей и 12,20 % общего населения находились ниже черты бедности, в том числе — 15,70 % молодёжи (тех, кому ещё не исполнилось 18 лет) и 17,40 % тех, кому было уже больше 65 лет.